# Chamaeranthemum beyrichii
Chamaeranthemum beyrichii är en akantusväxtart som beskrevs av Christian Gottfried Daniel Nees von Esenbeck. Chamaeranthemum beyrichii ingår i släktet Chamaeranthemum och familjen akantusväxter. Utöver nominatformen finns också underarten C. b. rotundifolium.

## Bildgalleri

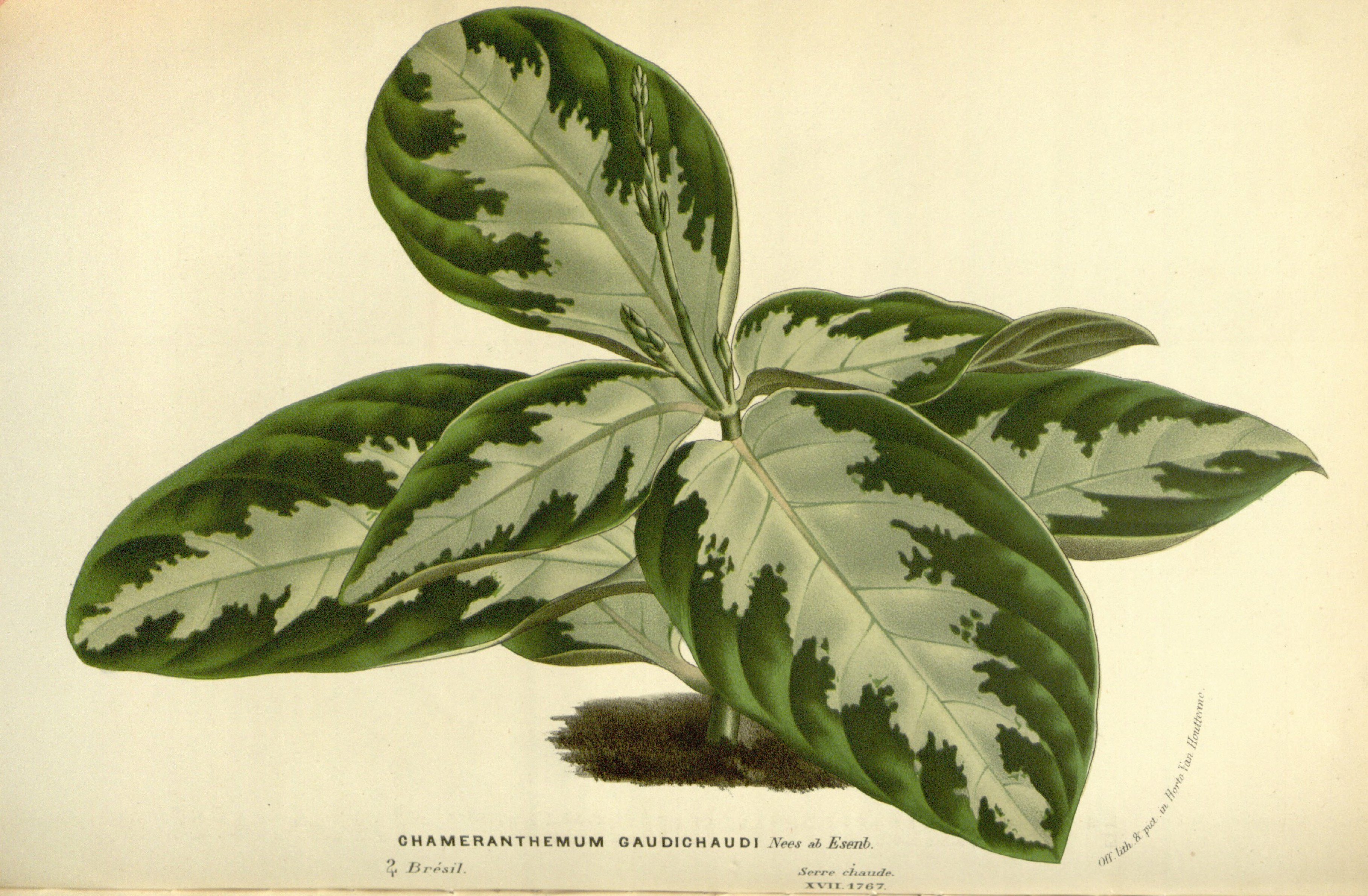